# Donker Mag
Donker Mag è il terzo album in studio del gruppo musicale sudafricano Die Antwoord, pubblicato il 3 giugno 2014 dalla Zef Recordz.

## Tracce
1. Dont Fuk Me – 0:28
2. Ugly Boy – 3:33
3. Happy Go Sucky Fucky – 4:11
4. Zars – 1:05
5. Raging Zef Boner – 3:19
6. Pompie – 1:16
7. Cookie Thumper! – 3:20
8. Girl I Want 2 Eat U – 4:04
9. Pitbull Terrier – 3:40
10. Strunk – 4:30
11. Do Not Fuk Wif da Kid – 1:03
12. Rat Trap 666 (feat. DJ Muggs) – 5:44
13. I Dont Dwank – 3:25
14. Sex – 4:36
15. Moon Love – 2:17
16. Donker Mag – 3:20

## Classifiche
| Classifica (2014) | Posizione massima |
| ----------------- | ----------------- |
| Australia         | 11                |
| Belgio (Fiandre)  | 26                |
| Belgio (Vallonia) | 53                |
| Canada            | 15                |
| Francia           | 193               |
| Germania          | 95                |
| Nuova Zelanda     | 32                |
| Paesi Bassi       | 49                |
| Regno Unito       | 103               |
| Stati Uniti       | 37                |
| Svizzera          | 71                |